# Steven Bradley
Steven Bradley (* 17. März 2002 in Glasgow) ist ein schottischer Fußballspieler, der bei Hamilton Academical unter Vertrag steht.

## Karriere
Steven Bradley begann seine Karriere in der Jugend der Rangers und des FC Queen’s Park in seiner Heimatstadt Glasgow. Im Alter von 16 Jahren debütierte Bradley am 2. März 2019 in der Saison 2018/19 für die erste Mannschaft der „Spiders“ in der vierten schottischen Liga. Insgesamt kam er bis zum Ende der Spielzeit auf fünf Einsätze, davon stets als Einwechselspieler.
Im Juli 2019 wechselte Bradley zum schottischen Erstligisten Hibernian Edinburgh. Nachdem er im folgenden Jahr in den Jugendmannschaften der „Hibs“ gespielt hatte, kam er im Oktober und November 2020 im schottischen Ligapokal gegen Forfar Athletic und dem FC Dundee zum Einsatz. Am 12. Dezember 2020 debütierte Bradley unter Trainer Jack Ross gegen Hamilton Academical in der Scottish Premiership.